# Distrito de Wong Tai Sin
Wong Tai Sin (en chino: 黃大仙区, pinyin: Huáng dàxian qū, literalmente: el gran inmortal Wong, una de las deidades de la Mitología china, en inglés: Wong Tai Sin District) es uno de los 18 distritos de la ciudad de Hong Kong, República Popular China. Está ubicado casi en la parte central de la ciudad de Hong Kong. Su área es de 9.3 kilómetros cuadrados y su población es de 420 000 (2011).
Conocido antes como Chuk Yuen, este distrito fue construido el 6 de mayo de 1981.